# مبرهنة برون-تيتشمارش
في نظرية الأعداد التحليلية, مبرهنة برون-تيتشمارش سميت هكذا نسبة إلى فيغو برون وإدوارد شارلز يتشمارش.
{\displaystyle \pi (x;a,q)\leq {2x \over \varphi (q)\log(x/q)}}